# Сан Квирико (Комо)
Сан Квирико је насеље у Италији у округу Комо, региону Ломбардија.
Према процени из 2011. у насељу је живело 220 становника. Насеље се налази на надморској висини од 307 м.